# October (utwór U2)
October – piosenka rockowej grupy U2, pochodząca z jej wydanego w 1981 roku albumu, October. Została umieszczona jako ukryta ścieżka na kompilacyjnej płycie The Best of 1980-1990.

## Utwór na koncertach
„October” został zagrany po raz pierwszy na żywo 16 sierpnia 1981 roku. Wykonanie to zawierało specjalny, inny tekst, którego Bono nie powtórzył już nigdy więcej. Ostatnie wykonanie piosenki na żywo miało miejsce podczas koncertu w nowozelandzkim Auckland, 11 listopada 1989 roku.
25 lipca 2015 roku po 26 latach od ostatniego występu z utworem, zespół zagrał go w nowojorskim Madison Square Garden.

## Nawiązania do utworu
W 1982 roku na ścieżce dźwiękowej francuskiego filmu Ils appellent ça un accident znalazły się dwie różne wersje utworu. Pierwsza była trwającym 2:31 remiksem, zbliżonym do oryginału. Druga to z kolei wersja instrumentalna, która trwa 2:35.